# Heugnes
Heugnes település Franciaországban, Indre megyében. Lakosainak száma 385 fő (2022. január 1.). Heugnes Écueillé, Jeu-Maloches, Pellevoisin, Préaux, Selles-sur-Nahon és Villegouin községekkel határos.

## Népesség
A település népességének változása:
| Lakosok száma | 562  | 423  | 399  | 410  | 405  | 401  | 394  | 390  | 389  | 385  |
|               | 1968 | 1982 | 1990 | 2006 | 2013 | 2015 | 2017 | 2019 | 2020 | 2022 |